# Andrew Wakefield

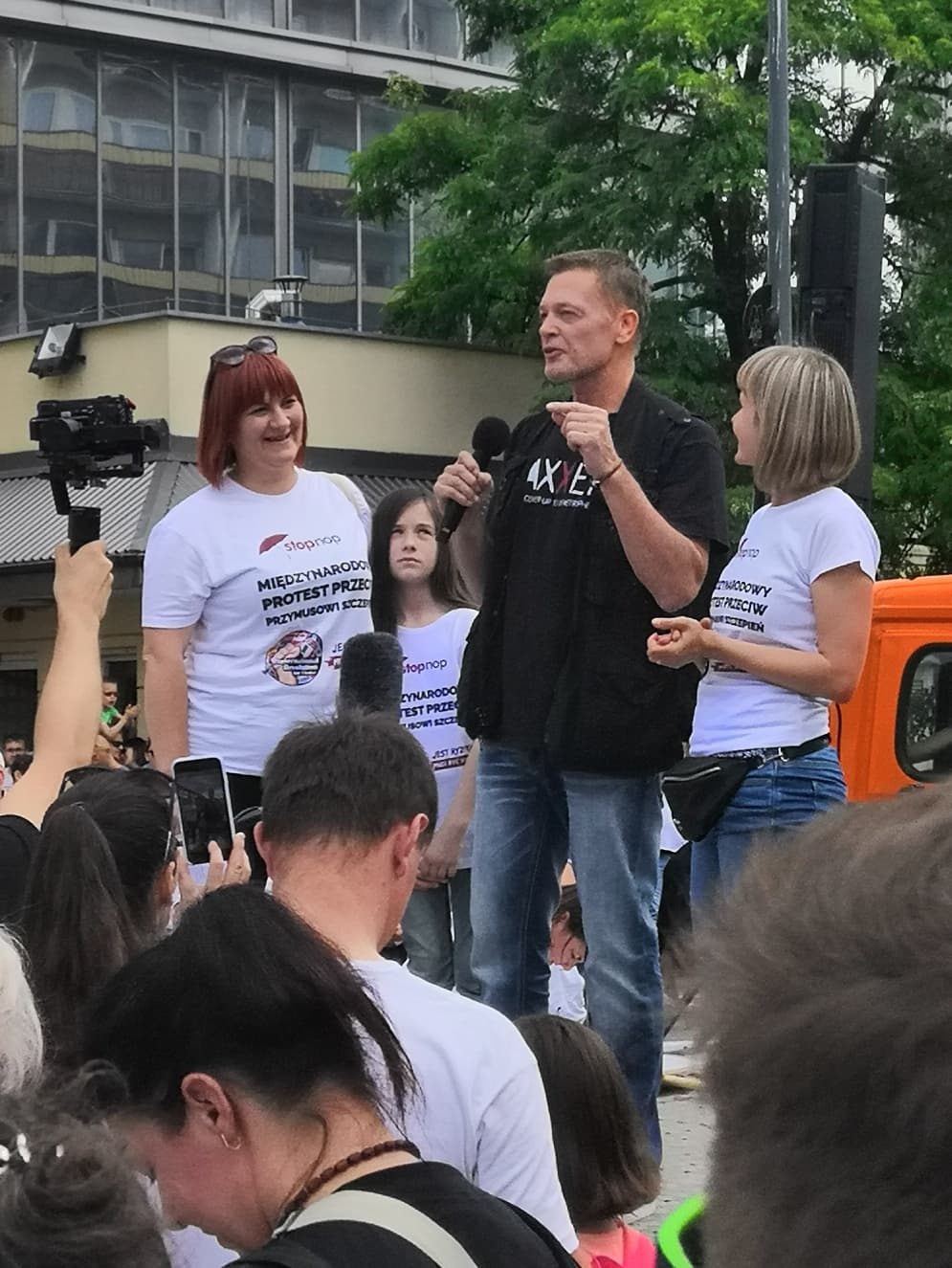
Andrew Wakefield in Warschau 2019

Andrew Jeremy Wakefield (* 1956 oder 1957) ist ein britischer ehemaliger Arzt. Er wurde in Großbritannien mit Berufsverbot belegt als Folge seiner betrügerischen Veröffentlichung in The Lancet, einer der ältesten und renommiertesten medizinischen Fachzeitschriften der Welt, mit der er Aufsehen sowohl in der Fachwelt als auch in der Öffentlichkeit erregte. Durch die investigative Arbeit des Journalisten Brian Deer der Sunday Times wurde der Fall Wakefield ins Rollen gebracht. Sein – inzwischen von der Zeitschrift zurückgezogener – impfkritischer Beitrag führte dazu, dass sich weniger Menschen impfen ließen.
Wakefield ist verheiratet und hat vier Kinder.

## Veröffentlichung und Kritik
Ein von Andrew Wakefield verfasster Artikel mit dem Titel Ileal-lymphoid-nodular hyperplasia, non-specific colitis, and pervasive developmental disorder in children (1998) stellte anhand von zwölf Fällen einen Zusammenhang zwischen der Impfung mit dem MMR-Kombinations-Impfstoff, der gegen Mumps, Masern und Röteln eingesetzt wird, und Autismus her. In der Folge fielen die Impfraten insbesondere in Großbritannien deutlich ab.
Nachdem alle unabhängigen Versuche, Wakefields Ergebnisse zu reproduzieren, gescheitert waren, wurde 2004 durch die Nachforschungen von Brian Deer bekannt, dass Wakefield vor der Veröffentlichung von Anwälten, die Eltern autistischer Kinder vertraten, 55.000 £ an Drittmitteln erhalten hatte. Diese suchten Verbindungen zwischen Autismus und der Impfung, um Hersteller des Impfstoffes zu verklagen. Die Geldzahlungen waren weder den Mitautoren noch der Zeitschrift bekannt. Daraufhin traten zehn der dreizehn Autoren des Artikels von diesem zurück. Darüber hinaus wurde durch Brian Deer 2006 bekannt, dass die Anwaltskanzlei zwei Jahre vor Veröffentlichung des Lancet-Papers 435.643 £ an Wakefield überwiesen hatte. Im Januar 2010 entschied das General Medical Council, die britische Ärztekammer, dass Wakefield „unethische Forschungsmethoden“ angewandt habe und seine Ergebnisse in „unehrlicher“ und „unverantwortlicher“ Weise präsentiert worden seien. Seine Ergebnisse seien falsch und die Zeitschrift getäuscht worden. The Lancet zog daraufhin Wakefields Veröffentlichung vollständig zurück. In der Folge wurde im Mai 2010 ein Berufsverbot in Großbritannien gegen ihn ausgesprochen. Wakefield kündigte dagegen Berufung an.
Wakefield gab 2001 seine Arbeitsstelle im Royal Free Hospital in London auf und wanderte in die USA aus. Dort eröffnete er 2005 eine Privatklinik, die er im Februar 2010, kurz nachdem seine Studie zurückgezogen wurde, verließ.
2005 veröffentlichte Hideo Honda, ein japanischer Spezialist für Autismus am Yokohama Rehabilitation Center, eine Studie, die auf der Grundlage der Bevölkerung des Kohoku Ward (300.000 Einwohner im Jahr 2002), eines Bezirks von Yokohama (3,5 Millionen Einwohner), das Auftreten von Autismus bei Kindern bis zu 7 Jahren untersuchte. Das Besondere an dieser Population ist, dass der Gebrauch von MMR als Impfstoff für Einjährige im April 1989 begann und im April 1993 eingestellt wurde. Nach April 1992 geborene Kinder wurden also nicht mehr mit MMR geimpft. Dennoch nahm die Zahl der Autismus-Fälle nach 1993 nicht ab, sondern zu (geb. 1988: 2,0 ‰; 1989: 3,7 ‰; 1990: 5,2 ‰; 1991: 2,7 ‰; 1992: 3,0 ‰; 1993: 5,0 ‰; 1994: 8,7 ‰; 1995: 7,4 ‰; 1996: 8,1 ‰). Daraus schlussfolgerten Honda und Kollegen, dass eine eventuelle Einstellung von MMR-Impfungen in den USA oder Großbritannien keinen Beitrag zur Minderung von Autismus leisten wird.
2016 drehte Wakefield den als Dokumentation deklarierten Propagandafilm Vaxxed: From Cover-Up to Catastrophe, der zunächst beim Tribeca Film Festival aufgeführt werden sollte. Nach Kritik an dieser Entscheidung nahm die Festivalleitung um Robert De Niro, selbst Vater eines autistischen Sohnes, den Film aus dem Programm.
Im August 2016 traf Wakefield auf Donald Trump, während dessen Wahlkampf um die US-Präsidentschaft. Trump gilt als Impfskeptiker. So verbreitete er 2014 über Twitter die auf Wakefields Thesen aufbauende Behauptung: „Healthy young child goes to doctor, gets pumped with massive shot of many vaccines, doesn’t feel good and changes – AUTISM, Many such cases!“

## Dokumentarfilm
- Lise Barneoud, Marc Garmirian, Colette Camden, Flora Bagenal (Regie): Impfgegner – Wer profitiert von der Angst? arte, Dezember 2021 (über Andrew Wakefield als eine zentrale Figur der Anti-Corona-Bewegung)